# Germán Riesco
Germán Riesco Errázuriz (Rancagua, 21 mei 1854 – Santiago, 8 december 1916) was een Chileens staatsman. Hij was van 18 september 1901 tot 18 september 1906 president van Chili.

## Achtergrond en opleiding
Germán Riesco was de zoon van de Spaanse koopman Mauricio Riesco en Carlota Errázuriz Zañartu, de dochter van de Chileense president Federico Errázuriz Zañartu. De familie Errázuriz stamt uit Baskenland. Riesco bezocht het seminarie en studeerde vervolgens rechten aan de Universiteit van Chili. Hij promoveerde op 19 april 1875. In 1871, op zeventienjarige leeftijd, was Riesco al in staatsdienst getreden. In 1880 was hij de hoogste ambtenaar op het ministerie van Justitie. In datzelfde jaar trouwde hij met zijn nicht, María Errázuriz Echaurren (1861-1922), bij wie hij acht kinderen kreeg. María Errázuriz Echaurren was de zuster van Federico Errázuriz Echaurren (1850-1901), die van 1896 tot zijn overlijden in 1901 president van Chili was.
In 1891 werd Riesco rapporteur bij het Hof van Beroep van Santiago en in 1897 werd hij hoofdaanklager bij het Hooggerechtshof. 
Riesco Errázuriz werd in maart 1901 naar voren geschoven als presidentskandidaat voor de Alianza Liberal, een coalitie van liberale en progressieve partijen. Dit ondanks het feit dat Riesco behoorlijk conservatief was. Hij koos er bewust voor geen kandidaat voor de conservatief-liberale Coalición te zijn omdat zijn zwager, zittend president Errázuriz, tot de Coalición behoorde en niet de gedachte wilde voeden dat hij de beoogde opvolger van zijn zwager zou zijn. Op 12 juli 1901 overleed president Errázuriz, die een slechte gezondheid had, enige maanden voor het verstrijken van zijn ambtstermijn. Tijdens de verkiezingscampagne werd hij er door de conservatieve katholieke pers ervan beschuldigd "een bedreiging voor de godsdienst" te zijn. Riesco, die zelf katholiek was, wuifde deze beschuldiging weg en gaf aan "voor niemand een bedreiging te zijn." Bij de presidentsverkiezingen werd hij met een ruime meerderheid gekozen tot president.

## Presidentschap
Hoewel gekozen met steun van de Alianza Liberal, bleek de nieuwe president niet te kunnen rekenen op hun steun vanuit het parlement. Dit kwam omdat de partijen binnen de Alianza het onderling niet eens konden worden over de te voeren koers. President Riesco besloot daarop samen te werken met de partijen van de Coalición. Deze samenwerking verliep niet altijd even goed en het kwam er uiteindelijk op neer dat hij dan eens met de Alianza samenwerkte en dan weer met de Coalición. Tijdens zijn presidentschap telde het land maar liefst 17 kabinetten. Ondanks deze instabiliteit bleef Riesco een warm voorstander van het parlementaire stelsel en het democratisch systeem.
Tijdens zijn presidentschap richtte Riesco zich vooral op de hervorming van het rechtswezen (burgerlijk procesrecht). 

### Vleesrellen
De economische situatie van Chili verslechterde tijdens zijn ambtstermijn sterk en leidde tot onrust onder de bevolking omdat de regering niet ingreep. Tussen 1903 en 1905 vonden grote stakingen plaats. In oktober 1905 braken in Santiago onder de armste bevolkingsgroepen de zogenaamde "Vleesrellen" plaats als protest tegen de hoge prijs van het vlees. Die prijs werd door de regering kunstmatig hooggehouden, onder andere vanwege de inflatie, maar ook vanwege een tariefmuur om de import van Argentijns vlees tegen te ontmoedigen. Een mars van ca. 25.000 vreedzame demonstranten trok door Santiago in de richting van het presidentieel paleis in de hoop dat de president een delegatie van hen zou willen ontvangen in zijn ambtswoning. Inderdaad ontving Riesco een delegatie van de demonstranten, maar blijkbaar waren niet alle demonstranten hiervan op de hoogte. Aangekomen op het plein tegenover het paleis ging het gerucht dat de president helemaal niet aanwezig was en dat de demonstranten aan het lijntje werden gehouden. Een deel van de demonstranten begon zich opstandig te gedragen. Hierop trachtte de politie de demonstranten te verspreiden. In hun woede wilden een aantal demonstranten het paleis bestormen waarna de politie het vuur opende op de mensenmenigte. Er vielen tussen 250 en 300 doden. De hele laatste week van oktober bleef het daarna onrustig. 
In 1906 vond een staking plaats onder spoorwegarbeiders in Antofagasta. De directie wees de eisen van de stakers af en riepen de hulp in van het leger. Militairen openden op 6 februari het vuur op 3000 ongewapende demonstranten die zich op een plein in Antofagasta hadden verzameld. Er vielen 58 doden en rond de 300 gewonden.
Al deze ellende leidde er wel toe dat de regering begon in te zien dat er maatregelen moesten worden genomen om het leven van arbeiders en de arme bevolking te verbeteren.

### Aardbeving van Valparaíso
Tijdens het bewind van Riesco vond op 16 augustus 1906 de aardbeving van Valparaíso plaats. Het grootste deel van de stad werd verwoest. Heel Centraal-Chili liep enorme schade op. Er vielen minstens 3.886 doden en 20.000 gewonden. De beving had een kracht van 8,4 op de schaal van Richter. President Riesco en zijn gekozen opvolger Pedro Montt Montt bezochten Valparaíso op 25 augustus. Kort daarop werd een comité gevormd voor de wederopbouw van de getroffen stad en regio.
Op 25 juni 1906 werd Pedro Montt gekozen als president. Op 18 september werd hij ingezworen. Riesco overleed ruim tien jaar later, op 8 december 1916, aan de gevolgen van een hartkwaal. Hij werd 62 jaar oud.

## Samenstelling kabinetten
| Ministerie (presidentschap van Germán Riesco) | Naam/periode |
| --------------------------------------------- | --- |
| Binnenlandse Zaken                            | Ramón Barros Luco (1901) Ismael Tocornal (1901-1902) Ramón Barros Luco (1902) Elías Fernández Albano (1902-1903) Ramón Barros Luco (1903) Rafael Sotomayor Gaete (1903) Ricardo Matte Pérez (1903) Arturo Besa (1903-1904) Rafael Errázuriz (1904) Manuel Egidio (1904) Rafael Sotomayor Gaete (1904) Emilio Bello Codesido (1904-1905) José Rafael Balmaceda (1905) José Antonio Orrego (1905) Miguel Cruchaga (1905-1906) José Ramón Gutiérrez (1906) Manuel Salinas (1906)                                                               |
| Buitenlandse Zaken, Eredienst en Kolonisatie  | Eliodoro Yáñez Ponce de León (1901-1902) Horacio Pinto Agüero (1902) José Francisco Vergara Donoso (1902-1903) Máximo Del Campo Yávar (1903) Rafael Sotomayor Gaete (1903-1904) Emilio Bello Codesido (1904) Adolfo Guerrero Vergara (1904) Raimundo Silva Cruz (1904) Luis Antonio Vergara Ruíz (1904-1905) Agustín Edwards McClure (1905) Federico Puga Borne (1905-1906) |
| Financiën                                     | Juan Luis Sanfuentes Andonaegui (1901) Luis Barros Borgoño (1901) Enrique Villegas Encalada (1901-1902) Guillermo Barros Jara (1902) Ricardo Cruzat Hurtado (1902-1903) Manuel Salinas González (1903) Miguel Cruchaga Tocornal (1903-1904) Ramón Santelices Cuevas (1904) Guillermo Barros Jara (1904) Maximiliano Ibáñez (1904) Ernesto Hübner Bermúdez (1904-1905) Antonio Subercaseaux Pérez (1905) Belfor Fernández (1905-1906) Ramón Santelices Cuevas (1906) Joaquín Prieto Hurtado (1906) José Raimundo del Río Soto Aguilar (1906) |
| Oorlog en Marine                              | Beltrán Mathieu (1902) Víctor Manuel Lamas (1902) Ramón Barros Luco (1902) Francisco Baeza (1902-1903) Ricardo Matte Pérez (1903) Carlos Besa (1903) Luis Barros Mández (1903-1904) Aníbal Cruz (1904) Joaquín Muñoz Hurtado (1904) Ascanio Bascuñan Santa María (1904-1905) Ramón Corbalán Melgarejo (1905) Luis Uribe Orrego (1905) Manuel Fóster Recabarren (1905-1906) Manuel A. Covarrubias (1906) Ramón Antonio Vergara (1906) Salvador Vergara (1906)                                                                                |
| Justitie en Openbaar Onderwijs                | Manuel Ballesteros Ríos (1901) Rafael Balmaceda Fernández (1901-1902) José Domingo Amunátegui Rivera (1902-1903) Aníbal Sanfuentes Velasco (1903) Francisco Concha Berguecio (1902-1904) Efraín Vásquez Guarda (1904) Enrique Rodríguez Velásquez (1904) Alejandro Fierro Pérez-Camino (1904-1905) Javier Ángel Figueroa Larraín (1905) Antonio Huneeus Gana (1905) Guillermo Pinto Agüero (1905-1906) Manuel Salas Lavaqui (1906) Samuel Claro Lastarria (1906)                                                                            |
| Industrie, Openbare Werken en Spoorwegen      | Ismael Tocornal Tocornal (1901) Rafael Orrego González (1901-1902) José Joaquín Villarino Cabezón (1902) Agustín Gana Urzúa (1902-1903) Francisco Rivas Vicuña (1903) Maximiliano Espinoza Pica (1903) Manuel Espinoza Jara (1903-1904) Carlos Gregorio Abalos Varela (1904) Francisco de Borja Valdés Cuevas (1904) Anfión Muñoz Muñoz (1904) Eduardo Charme Fernández (1904-1905) Enrique Villegas Encalada (1905) José Ramón Gutiérrez (1905-1906) Ramón Antonio Vergara Donoso (1906) Abraham Ovalle Ovalle (1906)                      |